# 6379 Vrba
6379 Vrba è un asteroide della fascia principale. Scoperto nel 1987, presenta un'orbita caratterizzata da un semiasse maggiore pari a 2,9848002 UA e da un'eccentricità di 0,0829185, inclinata di 13,91665° rispetto all'eclittica.